# جان پیتر (بازیکن هاکی روی چمن)
جان پیتر (به انگلیسی: John Peter) با نام کامل ویکتور جان پیتر (Victor John Peter)، یکی از برجسته‌ترین بازیکنان هاکی روی چمن هند در دهه‌های ۱۹۶۰ و ۱۹۷۰ بود. او در سه دوره متوالی بازی‌های المپیک شرکت کرد و موفق به کسب سه مدال المپیک شد: نقره در المپیک ۱۹۶۰ رم، طلا در المپیک ۱۹۶۴ توکیو و برنز در المپیک ۱۹۶۸ مکزیکوسیتی.

## افتخارات ورزشی
- المپیک:
  - مدال نقره – ۱۹۶۰ رم
  - مدال طلا – ۱۹۶۴ توکیو
  - مدال برنز – ۱۹۶۸ مکزیکوسیتی
- بازی‌های آسیایی:
  - مدال طلا – ۱۹۶۶ بانکوک
- جوایز فردی:
  - دریافت جایزه آرژونا در سال ۱۹۶۶

## سبک بازی و تأثیرگذاری
جان پیتر به خاطر مهارت‌های برجسته در دریبل‌زنی، کنترل توپ و بازی‌سازی شناخته می‌شد. هم‌تیمی‌هایش او را یکی از بهترین بازیکنان داخل راست تاریخ هند می‌دانستند. گوربوکس سینگ، کاپیتان تیم ملی در المپیک ۱۹۶۴، او را معمار پیروزی هند مقابل پاکستان در فینال آن دوره توصیف کرده است. همچنین، چارلز کورنلیوس، دروازه‌بان سابق تیم ملی، او را «جادویی خالص» نامیده و از همکاری او با موهندر لال و جوگیندر به‌عنوان ترکیبی فراموش‌نشدنی یاد کرده است.

## خانواده و میراث
برادر جان پیتر، ویکتور فیلیپس، نیز بازیکن برجسته‌ای بود و در تیم ملی هند حضور داشت. پس از درگذشت جان پیتر در سال ۱۹۹۸، گزارش‌هایی از مشکلات مالی خانواده‌اش منتشر شد. در پاسخ به این وضعیت، جامعه هاکی هند به همسر او کمک مالی ارائه داد.